# Ari Wegner
Ari Wegner (Melbourne, 3 maggio 1984) è una direttrice della fotografia australiana.

## Biografia
Wegner ha studiato fotografia al Victorian College of the Arts dell'Università di Melbourne, per poi lavorare come direttrice della fotografia in diversi cortometraggi e spot pubblicitari.
Nel 2016, ha lavorato nella serie drammatica thriller The Kettering Incident, ricevendo una nomination per la migliore fotografia in televisione ai Premi AACTA del 2016. Lo stesso anno, è stata direttrice della fotografia nel film d'esordio di William Oldroyd Lady Macbeth, film grazie al quale ha vinto il British Independent Film Award per la migliore fotografia.
Nel 2020, ha lavorato nella commedia nera Zola, venendo nominata per la migliore fotografia agli Independent Spirit Awards.
Nel 2021, ha lavorato nel film western di Jane Campion Il potere del cane, grazie al quale la Wegner ha ricevuto una nomination all'Oscar alla migliore fotografia.

## Filmografia parziale

### Cinema
- Matière grise, regia di Kivu Ruhorahoza (2011)
- Lady Macbeth, regia di William Oldroyd (2016)
- In Fabric, regia di Peter Strickland (2018)
- The Kelly Gang (True History of the Kelly Gang), regia di Justin Kurzel (2019)
- Zola, regia di Janicza Bravo (2020)
- Il potere del cane (The Power of the Dog), regia di Jane Campion (2021)
- Il prodigio (The Wonder), regia di Sebastián Lelio (2022)
- Eileen, regia di William Oldroyd (2023)
- Drive-Away Dolls, regia di Ethan Coen (2024)
- Honey Don't!, regia di Ethan Coen (2025)

### Televisione
- The Kettering Incident - serie TV, 8 episodi (2016)
- Guerrilla - miniserie TV, episodio 1x06 (2017)
- The Girlfriend Experience - serie TV, 9 episodi (2017)